# 春日井郵便局
春日井郵便局（かすがいゆうびんきょく）は、愛知県春日井市にある郵便局。民営化前の分類では集配普通郵便局であった。

## 概要

### 住所
- 〒486-8799：愛知県春日井市柏井町3丁目102-1

### 併設施設
- 日本郵便 東海支社 郵便・物流営業部 尾張東濃郵便局営業推進室[1]
- かんぽ生命保険春日井支店

### 分室
分室はなし。過去に存在した分室は以下のとおり。
- 鳥居松分室 - 1945年（昭和20年）に廃止。
- 貯金保険分室 - 1949年（昭和24年）に廃止。

## 沿革
- 1921年（大正10年）3月16日 - 東春日井郡篠木村に篠木郵便局（三等郵便局）として開局[2]。局長は伊藤悦治郎（二代目伊藤十治）[3]。
- 1929年（昭和4年）2月1日 - 鳥居松郵便局に改称[4]。局長は伊藤悦治郎（二代目伊藤十治）[5]。
- 1939年（昭和14年）11月3日-鳥居松郵便局が移転。中津川銀行大井支店の建物を移築。局長は伊藤悦治郎（二代目伊藤十治）[6]。
- 1943年（昭和18年）7月1日 - 特定郵便局から普通郵便局に局種別改定[7][8]。春日井郵便局に改称、集配業務を開始[9]。勝川郵便局[10]から集配業務を移管[11]。
- 1944年（昭和19年）2月16日 -  保険分室を設置[12]。
- 1944年（昭和19年）4月1日 - 保険分室を貯金保険分室に改称[13]。
- 1944年（昭和19年）8月6日 -  鳥居松分室を設置[14]。
- 1945年（昭和20年）8月20日 -  鳥居松分室を廃止[15]。
- 1949年（昭和24年）11月1日 - 貯金保険分室を廃止[16]。
- 1978年（昭和53年）3月 - 局舎増築。
- 1992年（平成4年）8月3日 - 外国通貨の両替および旅行小切手の売買に関する業務取扱を開始。
- 1997年（平成9年）3月17日 - 春日井市春見町から同市柏井町三丁目に移転。
- 2007年（平成19年）10月1日 - 民営化に伴い、併設された郵便事業春日井支店、かんぽ生命保険春日井支店に一部業務を移管。
- 2012年（平成24年）10月1日 - 日本郵便株式会社発足に伴い、郵便事業春日井支店を春日井郵便局に統合。

## 取扱内容

### 春日井郵便局
- 郵便、印紙、ゆうパック、内容証明
- 貯金、為替、振替、振込、国際送金、外貨両替・トラベラーズチェック、国債、投資信託
- 生命保険、バイク自賠責保険、自動車保険、変額年金保険、がん保険、引受条件緩和型医療保険
- ゆうちょ銀行ATM
- 「486-00xx」「486-08xx」「486-09xx」区域（春日井市の一部）の集配業務
- ゆうゆう窓口

### かんぽ生命保険春日井支店
- 個人向け窓口業務は、郵便局が代理店として行う。

## 周辺
- イオン春日井店（旧・春日井サティ）
- 春日井保健所
- 国道19号

## アクセス
- JR中央本線 勝川駅から徒歩で約12分。
- 名鉄バス「八幡社前」停留所もしくは「柏井町四丁目イオン前」停留所下車。
- 名古屋第二環状自動車道 勝川ICから北東に約2km。
- 駐車場あり：25台